# Authon-la-Plaine
Authon-la-Plaine  [ot̪ɔ̃ la plɛn] je obec v jihozápadní části metropolitní oblasti Paříže ve Francii v departmentu Essonne a regionu Île-de-France. Od centra Paříže je vzdálena 53 km.

## Geografie
Sousední obce: Chatignonville, Corbreuse, Richarville, Plessis-Saint-Benoist, Garancières-en-Beauce a Saint-Escobille.

## Vývoj počtu obyvatel
Počet obyvatel